# Quintanilla de Onsoña
Quintanilla de Onsoña község Palenciában, Spanyolország Kasztília és León autonóm közösségében. Lakossága a 2005-ös népszámlálás adatai alapján 211 fő, területe 52,06 km². A tengerszint feletti magassága 886 m.  A tartomány központja, Palencia a falutól 58 km-re fekszik, a Carrión partján. Három gazdasági ágazat számottevő a faluban. Ezek a mezőgazdaság, a turizmus és az ipar.
Közigazgatásilag a településhez tartozik a különálló Portillejo, Velillas del Duque, Villantrodigo, Villaproviano és Villarmienzo.
A Valdecuriada folyó keresztezi a települést.

## Története
Don Soña, akiről a falu a nevét kapta, a terület tulajdonosa volt a középkorban. Az első írásos említése a falunak 1072. február 16-áról származik, amit a leóni székesegyházban őriznek. E szerint a területet Fernán Soñaze egy nemesi címmel együtt Juan Vitaynak és feleségének adja. Az írás nem teszi egyértelművé, melyik településre utal, de minden bizonnyal ez Quintanilla de Onsoña.

## Népesség
A település lakosságának változását az alábbi diagram mutatja:
| Lakosok száma | 232  | 220  | 209  | 208  | 205  | 200  | 186  | 179  | 180  | 180  |
|               | 2001 | 2004 | 2007 | 2009 | 2012 | 2014 | 2017 | 2019 | 2022 | 2024 |